# Calamitaceae
Famille
Synonymes
- Calamariaceae[1],[2]
- Calamostachyaceae[3],[1],[2]

Les Calamitaceae sont une famille éteinte de plantes de l’ordre des Equisetales.

## Liste des genres
Selon BioLib (8 décembre 2019) :
- genre Annularia †
- genre Arthropitys †

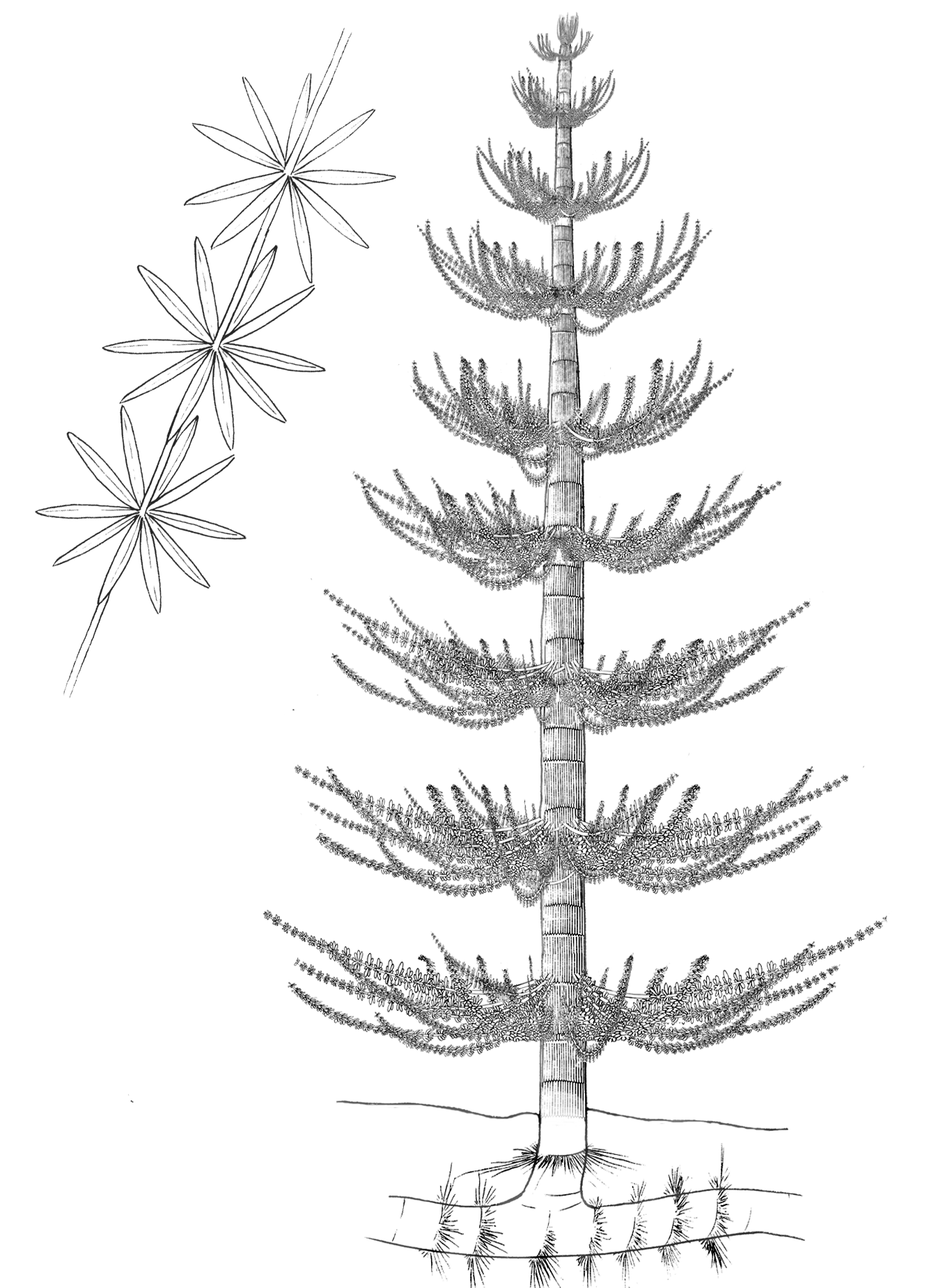
Reconstitution de Calamites à partir des restes fossiles connus.

- genre Asterophyllites Brongniart †
- genre Astromyelon †
- genre Calamites Brongniart, 1828 †
- genre Calamocarpon †
- genre Calamostachys W.P. Schimper †
- genre Cingularia †
- genre Mazostachys †
- genre Palaeostachya †
- genre Paleostachya Weiss. †

Selon GBIF (8 décembre 2019) :
- genre Annularia Sternberg, 1821
- genre Archaeocalamites Stur, 1875
- genre Arthropitys Göppert, 1864
- genre Asterophyllites A.T.Brongniart, 1828
- genre Asterophyllostachys Schimper, 1880
- genre Asthenomyelon K.U.Leistikow, 1962
- genre Astromyelon W.C.Williamson, 1883
- genre Austroannularia J.F.Rigby, 1989
- genre Calamitea B.Cotta, 1832
- genre Calamites A.T.Brongniart, 1828
- genre Calamitopsis W.Remy & R.Remy, 1978
- genre Calamocarpon Baxter, 1963
- genre Calamostachys W.P.Schimper, 1880
- genre Cingularia C.E.Weiss, 1870
- genre Dicalamophyllum Sterzel, 1880
- genre Huttonia Sternberg, 1837
- genre Kallostachys Brush & Barghoorn, 1955
- genre Leptocalamites J.W.Beeston, 1986
- genre Lobatannularia S.Kawasaki, 1927
- genre Mazostachys Kosanke, 1955
- genre Mesocalamites Hirmer, 1927
- genre Metacalamostachys M.Hirmer, 1927
- genre Myriophyllites Artis, 1825
- genre Myriophylloides T.Hick & W.Cash, 1881
- genre Neoannularia X.Wang, 1977
- genre Neocalamites T.G.Halle, 1908
- genre Neostachya X.Wang, 1977
- genre Nymbolaria W.B.K.Holmes, 2000
- genre Palaeostachya C.E.Weiss, 1876
- genre Paracalamostachys C.E.Weiss, 1884
- genre Pendulostachys C.W.Good, 1975
- genre Pothocites Paterson, 1844
- genre Pothocitopsis Nathorst, 1914
- genre Protocalamostachys Walton, 1949
- genre Radicites H.Potonié, 1893
- genre Stachannularia C.E.Weiss, 1876
- genre Weissistachys G.W.Rothwell & T.N.Taylor, 1971
- genre Zimmermannioxylon K.U.Leistikow, 1962
- espèce Sphenophyllum peltatum
- espèce Sphenophyllum vetustum

Selon IRMNG (8 décembre 2019) :
Acceptés :
genre Annularia Sternberg, 1821 †
- genre Archaeocalamites Stur, 1875 †
- genre Arthropitys Göppert, 1864 †
- genre Asterophyllites A.T. Brongniart, 1828 †
- genre Asthenomyelon K.U. Leistikow, 1962 †
- genre Astromyelon W.C. Williamson, 1883 †
- genre Austroannularia J.F. Rigby, 1989 †
- genre Calamitea B. Cotta, 1832 †
- genre Calamites A.T. Brongniart, 1828 †
- genre Calamitopsis W. Remy & R. Remy, 1978 †
- genre Calamocarpon Baxter, 1963 †
- genre Calamostachys W.P. Schimper in W.P. Schimper & Schenk, 1880 †
- genre Cingularia C.E. Weiss, 1870 †
- genre Dicalamophyllum Sterzel, 1880 †
- genre Huttonia Sternberg, 1837 †
- genre Kallostachys Brush & Barghoorn, 1955 †
- genre Leptocalamites J.W. Beeston, 1986 †
- genre Lobatannularia S. Kawasaki, 1927 †
- genre Mazostachys Kosanke, 1955 †
- genre Metacalamostachys M. Hirmer, 1927 †
- genre Myriophyllites Artis, 1825 †
- genre Myriophylloides T. Hick & W. Cash, 1881 †
- genre Neoannularia X. Wang, 1977 †
- genre Neocalamites T.G. Halle, 1908 †
- genre Neostachya X. Wang, 1977 †
- genre Nymbolaria W.B.K. Holmes, 2000 †
- genre Palaeostachya C.E. Weiss, 1876 †
- genre Paracalamostachys C.E. Weiss, 1884 †
- genre Pendulostachys C.W. Good, 1975 †
- genre Pothocites Paterson, 1844 †
- genre Pothocitopsis Nathorst, 1914 †
- genre Protocalamostachys Walton, 1949 †
- genre Radicites H. Potonié, 1893 †
- genre Weissistachys G.W. Rothwell & T.N. Taylor, 1971 †
- genre Zimmermannioxylon K.U. Leistikow, 1962 †

Synonymes :
- genre Brukmannia Sternberg, 1825 † synonyme d’Asterophyllites A.T. Brongniart, 1828 †
- genre Calamodendron (A.T. Brongniart) A.T. Brongniart in A.C.V.D. d'Orbigny, 1849 † synonyme de Calamitea B. Cotta, 1832 †
- genre Pinnularia Lindley & W. Hutton, 1834 † synonyme de Radicites H. Potonié, 1893 † (nomen rejiciendum)
- genre Schimperia R. Remy & W. Remy, 1975 †
- genre Stephanostachys M.F. Neuburg ex S.V. Meyen in M.F. Neuburg, 1964 †
- genre Weissia G.W. Rothwell & T.N. Taylor, 1971 † synonyme de Weissistachys G.W. Rothwell & T.N. Taylor, 1971 † (junior homonym)

Statut incertain :
- genre Asterophyllostachys Schimper in Schimper & Schenk, 1880 †
- genre Mesocalamites Hirmer, 1927 †
- genre Stachannularia C.E. Weiss, 1876 †

Selon Paleobiology Database (8 décembre 2019) :
- genre Asterophyllites
- genre Calamites
- genre Calamostachys
- genre Neocalamites